# سوپوتنیتسا (پرییپویه)
سوپوتنیتسا (به صربی: Sopotnica) یک منطقهٔ مسکونی در صربستان است که در پریژپولجه واقع شده‌است. سوپوتنیتسا ۱۳۶ نفر جمعیت دارد.